# Classe Flower (corvette)
Pour les autres classes de navires du même nom, voir Classe Flower.
La classe Flower (aussi appelée classe Gladiolus) était une classe de 267 corvettes utilisées comme escorte anti-sous-marine par les Alliés lors de la bataille de l'Atlantique pendant la Seconde Guerre mondiale.
Tous les bâtiments de cette série appartenant à la Royal Navy et une bonne partie de ceux battant pavillon des marines alliées (France, Norvège) ou des forces navales du futur Commonwealth (Canada, Australie et Nouvelle-Zélande) portaient des noms de fleurs, de HMS Anemone à HMS Zinnia en passant par Crocus, Daffodil, Marigold, etc.

## Conception
La classe est conçue à partir des plans d'un baleinier. Conçus pour escorter des convois près des côtes, les navires de la classe Flower sont finalement employés dans l'escorte de plus larges convois traversant l'Atlantique. Leur petite taille est leur plus gros handicap, les rendant intenables et difficiles à vivre pour l'équipage par gros temps. La propulsion est assurée par une machine à vapeur classique à pistons (machine à triple expansion) alimentée par une chaudière double fonctionnant au mazout. Cette installation sera reprise en version dupliquée sur les frégates anti-sous-marins de la classe River, à deux hélices, plus spacieuses et mieux armées qui prendront progressivement la suite des corvettes de la classe Flower à partir de 1943.
D'une façon générale, la conception a été simplifiée au maximum et alignée sur les techniques et les échantillonnages des navires civils de taille comparable (chalutiers, petits cargos, baleiniers) afin de produire vite et à bas prix des navires d'escorte pour les convois. Les plans sont extrapolés du baleinier Southern Pride (en). Le recours à ces techniques civiles permet également de recruter en masse les mécaniciens et les officiers dans la Réserve volontaire de la Royal Navy (RNVR), volontaires recrutés parmi les équipages de la marine marchande et la flotte de pêche.
L'armement des premières séries est très limité (un canon de 102 mm, un 47 et deux "PomPom" Oerlikon antiaériens ainsi que 40 grenades anti-sous-marines sur rails à l'arrière). L'équipement de détection est primitif (un sonar ASDIC, fixe, puis orientable, des hydrophones mais pas de radar). Par la suite et au gré des refontes l'armement sera amélioré : mortier anti-sous-marins Hedgehog (Hérisson) puis Squid (calmar) qui projettent les grenades vers l'avant du navire. Un radar, protégé sous un  lanterneau cylindrique vitré caractéristique, sera installé sur la plupart des corvettes ainsi qu'un radiogonio performant, le Huff-Duff.
La seconde série des corvettes Flower verra son gaillard d'avant prolongé jusque derrière la passerelle par une teugue, améliorant l'espace et le confort des postes d'équipage.
Les formes de carène, issues d'un baleinier, privilégient l'évolutivité sur la stabilité de route : voûte arrière relevée, grand gouvernail compensé redirigeant le jet de l'hélice, quille raccourcie et brion d'étrave oblique renforcé pour pouvoir éventuellement éperonner un sous-marin en surface. En conséquence ces navires ont tendance à embarder dans les grosses lames. La coque, qui a des formes transversales arrondies, et l'ajout de toujours plus d'armement dans les hauts en font un navire très rouleur, ne se redressant vraiment qu'au-delà de quarante degrés de gite. Ceci fera dire à un commandant de corvette doué d'humour que son navire était capable de « rouler même sur la rosée d'une prairie humide ». Ces caractéristiques, qui augmentent l'inconfort de l'équipage, n'empêchent pas les corvettes Flower d'être des bâtiments solides et marins, résistant bien aux épouvantables conditions de mer hivernales de l'Atlantique nord.
La vitesse maximum de 16 nœuds, au mieux, est insuffisante pour pourchasser un U-Boot marchant aux Diesel en surface (18 nœuds) mais suffit pour le grenadage d'un sous-marin en plongée (vitesse 8 nœuds sur les moteurs électriques). Ce manque de puissance, qui a fait surnommer les corvettes les « pékinois de l'Océan » par les marins des destroyers (qui se flattent d'être les « lévriers des mers » avec des vitesses de pointe autour de 30 nœuds) est un gros handicap lorsqu'il faut rallier le convoi rapidement après la fin d'une chasse.

## Utilisation

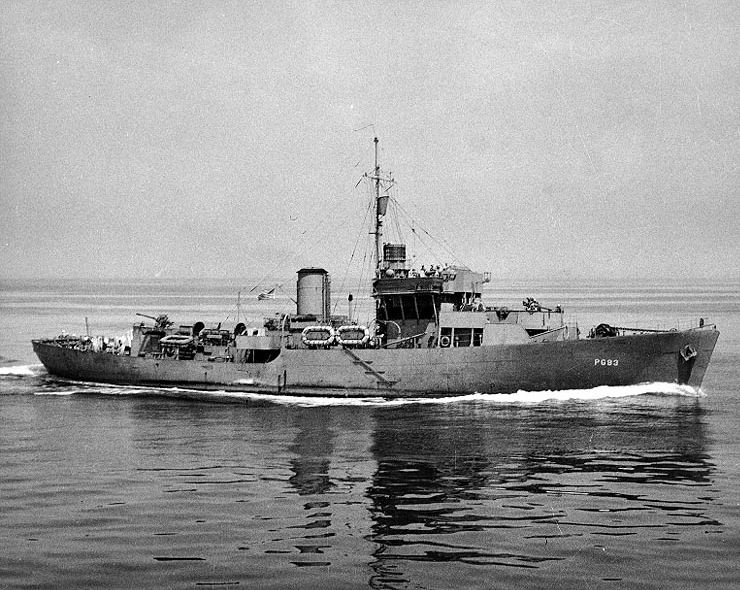
La corvette USS Intensity à la mi-1943, et de la classe Gladiolus

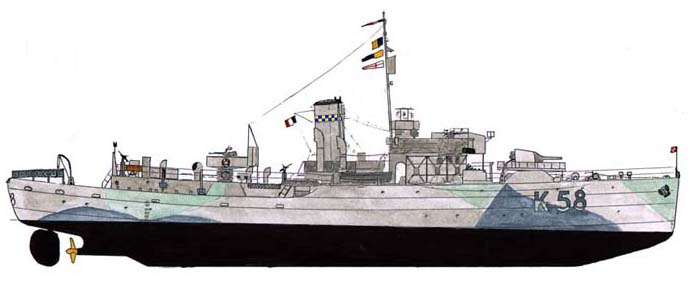
Schéma d'une corvette Française

La majorité des navires ont été utilisés par la Royal Navy et la Marine royale canadienne. Plusieurs navires construits en grande partie au Canada ont été transférés de la Royal Navy à l'United States Navy dans le cadre du programme prêt-bail.
Avant la débâcle française de 1940, la Marine nationale avait commandé 18 corvettes Flower, soit aux chantiers anglais, soit sous licence aux chantiers de Penhoët et de Dunkerque. Un certain nombre (9 ?) sera transféré aux forces gaullistes FNFL, notamment la corvette Aconit qui se distinguera en coulant deux U-boote dans la même journée. Deux d'entre elles (Alysse et Mimosa) seront torpillées et coulées.

## Rôle dans la bataille de l'Atlantique
La bataille de l'Atlantique était considérée par Winston Churchill comme le seul théâtre d'opérations où la Grande-Bretagne pouvait connaître la défaite et qui commandait le succès sur tous les autres fronts. Bien que cette assertion puisse être contestée ou réévaluée, il n'en reste pas moins que son importance était énorme.
Les navires de lutte anti-sous-marine étaient d'une importance capitale pour protéger les convois de ravitaillement des îles Britanniques et au début de la guerre il y avait pénurie d'escorteurs, ce qui conduisit la Royal Navy à réquisitionner et à militariser des bâtiments totalement inadaptés (remorqueurs, chalutiers, etc.). D'autre part, la Royal Navy n'avait pas prévu la défaite française de juin 1940 qui eut pour conséquence de mettre les ports océaniques français (Brest, Lorient, Saint Nazaire, La Rochelle et Bordeaux) à la disposition de l'amiral Dönitz pour y construire des bases sous-marines. La mise en service accélérée des corvettes Flower permit de combler ce déficit à partir de 1940. Même si leur rôle diminua par la suite, en raison de la mise en service de navires plus performants (frégates de classe River et de classe Castle (en), qui est une version agrandie des Flower, avec un armement sous marin plus efficace, puis du déploiement de l'aviation alliée sur l'Atlantique (chasseurs catapultés à usage unique, puis porte-avions légers d'escorte, avions et hydravions à long rayon d'action du Coastal Command, les corvettes Flower furent utilisées tout au long des cinq années que dura cette bataille.
Au total, 36 corvettes Flower (environ 15 % du total) furent perdues durant la guerre (22 par torpillages, 5 par mines, 4 par l'aviation ennemie et le reste par fortune de mer, telle qu'abordage avec un cargo). 47 U-Boote furent coulés par les corvettes, ce qui peut sembler relativement peu, mais leur efficacité doit plutôt s'apprécier en termes de tonnage de cargos protégés qu'en nombre de sous-marins ennemis coulés.

## Reconversion après guerre
La Royal Navy, forcée de réduire la voilure après guerre (décolonisation de l'Empire britannique) vendra 32 corvettes Flower à des pays « émergents » ou « en voie de développement », comme navires de guerre, mais la majorité échappera à la ferraille pour connaître une carrière civile. Issues de navires civils, les corvettes Flower étaient assez facilement reconverties à des usages pacifiques. Pas moins de 110 de ces navires furent ainsi reconvertis dans divers rôles civils après des transformations plus ou moins poussées :
- Aristote Onassis se constituera à bon compte une flotte de chasse à la baleine en rachetant plusieurs corvettes Flower (reconverties en chasseurs de baleine), un pétrolier T2 (devenu baleinier-usine)... et rachètera une frégate anti-sous marine, extrapolation à deux hélices des Flower, le HMCS Stormont, qu'il transformera à grands frais pour en faire son immense et luxueux yacht, le Christina O.
- D'autres seront reconverties en chalutiers océaniques comme l'HMCS Woodstock (K238) qui deviendra le chalutier Olympic Winner sous pavillon du Honduras, puis Akitsu Maru (pavillon japonais) avant d'être mis à la ferraille au terme de plus de 30 ans de carrière.
- La corvette HMS Coreopsis devenue Krizeis dans la marine de guerre hellénique sera rachetée par les producteurs anglais du film La Mer cruelle pour figurer la corvette fictive HMS Compass Rose d'après l'œuvre éponyme de l'écrivain britannique Nicholas Monsarrat, journaliste engagé volontaire sur des corvettes durant la Seconde Guerre mondiale.
- D'autres deviendront de petits cargos (parfois frigorifiques). Les corvettes canadiennes HMCS Norsyd et HMCS Beauharnois, converties en cargos, auront un destin inattendu : vendues à une organisation satellite de la Haganah, elles transporteront des immigrants juifs en Palestine, encore sous mandat britannique en 1948, seront saisies par... la Royal Navy avant d'être incorporées dans la marine du tout jeune État d'Israël et de reprendre du service comme navires de guerre lors de la guerre israélo-arabe de 1948-1949 (sous les noms de Haganah et Hashomer)
- La corvette canadienne NCSM Sackville, utilisée comme câblier, puis navire océanographique, a été restaurée dans son état originel et préservée comme navire musée à Halifax. C'est la seule « survivante » des centaines de corvettes Flower qui jouèrent un rôle vital dans la bataille de l'Atlantique.
- Des corvettes Flower et leurs versions améliorées (Classe River) seront reconverties en weather ships (navires météo) : En effet avant l'aviation à long rayon d'action, les fusées et les satellites, la collecte des informations météo dépendait de navires marchands fréquentant des routes régulières, sur lesquels les opérateurs radio étaient entraînés à pratiquer des relevés météo. Ce dispositif était complété par des navires stationnaires naviguant en plein océan Atlantique au plus près d'un point géographique déterminé. Ces navires étaient équipés pour le lancement de ballons-sondes seuls capables de faire les indispensables relevés en altitude. Ainsi, par exemple, la HMS Marguerite est refondue, avec le remplacement des grenadeurs par un hangar-abri pour les ballons-sonde et un équipement scientifique très complet et devient le Weather Observer.  Son camouflage bleu - gris est remplacé par une livrée noire(coque) et orange tango (superstructures)[7]. Adaptés (et pour cause!) à un service tous temps en Atlantique nord, mais vieillissants, ces navires laisseront ensuite la place à des frégates météo civiles (comme le duo France 1 et France 2 conçus comme tels dès la planche à dessin), puis par des satellites et des dispositifs automatisés.

## Dans la littérature et au cinéma
Dotées d'équipages issus de la Marine marchande, ces navires ont toujours eu une grande cote d'amour dans la population britannique. En témoignent bon nombre d'ouvrages, de récits, d'articles, de dramatisations télévisuelles, cinématographiques ou radiophoniques. Elles sont aussi un sujet très populaire de modèles réduits, qu'il s'agisse de boîtes de construction du commerce ou de maquettes réalisées ex nihilo.
Le témoignage le plus célèbre est le roman La Mer cruelle écrit par Nicholas Monsarrat : œuvre de fiction, certes, mais qui suit de très près la réalité, puisque son auteur, journaliste indépendant et plaisancier aguerri, s'engagea dès 1939 dans la RNVR, fit quasiment toute la Seconde Guerre mondiale sur des corvettes d'escorte, terminant au grade de lieutenant commander. Ce récit très poignant, très humain, qu'on peut mettre en miroir avec son pendant américain Ouragan sur le Caine, montre bien les conditions difficiles dans lesquelles les marins de la Royal Navy durent mener la bataille de l'Atlantique avec des moyens tout juste suffisants. Il en a été tiré une adaptation cinématographique d'excellent niveau, bien que moins emphatique que les productions d'Hollywood, dirigées par le metteur en scène Charles Frend avec les acteurs Jack Hawkins, Donald Sinden et Virginia McKenna.

## Navires

### Forces navales françaises libres(FNFL)
| Nom indicatif visuel     | Constructeur                              | Mis en service    | Nom FNFL                                 | Remarque                         |
| ------------------------ | ----------------------------------------- | ----------------- | ---------------------------------------- | -------------------------------- |
| HMS Aconite (K58)        | Ailsa Shipbuilding Co. Ltd., Troon et Ayr | 23 juillet 1941   | FNFL Aconit (K58)                        | Retour à la RN, 30 avril 1947.   |
| HMS Alyssum (K100)       | George Brown & Co., Greenock              | 17 juin 1941      | FNFL Alysse (K100)                       | coulé par U-654, 10 février 1942 |
| HMS Lotus (K93)          | Charles Hill & Sons (en), Bristol         | 23 mai 1942       | FNFL Commandant d'Estienne d'Orves (K93) | Retour à RN, 31 mai 1947.        |
| HMS Coriander (K183)     | Hall, Russell & Company (en), Aberdeen    | 16 septembre 1941 | N                                        | Retour à RN, 1947.               |
| HMS Chrysanthemum (K195) | Harland and Wolff, Belfast                | 15 janvier 1942   | FNFL Commandant Drogou (K195)            | Retour à RN, mai 1947.           |
| HMS Lobelia (K05)        | Alexander Hall & Co, Aberdeen             | 16 juillet 1941   | FNFL Lobelia (K05)                       | Retour à RN, avril 1947.         |
| HMS Mimosa (K11)         | Hall, Russell & Company (en), Bristol     | 11 mai 1941       | FNFL Mimosa (K11)                        | coulé par U 124, 9 juin 1942     |
| HMS Ranunculus (K117)    | W. Simons & Co., Renfrew                  | 28 juillet 1941   | FNFL Renoncule (K117)                    | Retour à RN, 1947.               |
| HMS Sundew (K57)         | J. Lewis & Sons Ltd., Aberdeen            | 19 septembre 1941 | N                                        | Retour à RN, 1947.               |

### Marine Royale Canadienne
TypeClasse Flower (Corvette) :
| - HMCS Aggasiz (K129) - HMCS Alberni (K103) - HMCS Algoma (K127) - HMCS Amherst (K148) - HMCS Arrowhead (K145) - HMCS Arvida (K113) - HMCS Asbestos (K358) - HMCS Atholl (K15) - HMCS Baddeck (K147) - HMCS Barrie (K138) - HMCS Battleford (K165) - HMCS Beauharnois (K540) - HMCS Belleville (K332) - HMCS Bittersweet (K182) - HMCS Brandon (K149) - HMCS Brantford (K218) - HMCS Buctouche (K179) - HMCS Calgary (K231) - HMCS Camrose (K154) - HMCS Chambly (K116) - HMCS Charlottetown (K244) - HMCS Chicoutimi (K156) - HMCS Chilliwack (K131) - HMCS Cobalt (K124) - HMCS Cobourg (K333) - HMCS Collingwood (K180) - HMCS Dauphin (K157) - HMCS Dawson (K104) - HMCS Drumheller (K167) - HMCS Dundas (K229) | - HMCS Dunvegan (K177) - HMCS Edmundston (K106) - HMCS Eyebright (K150) - HMCS Fennel (K194) - HMCS Fergus (K686) - HMCS Forest Hill (K486) - HMCS Fredericton (K245) - HMCS Frontenac (K335) - HMCS Galt (K163) - HMCS Giffard (K402) - HMCS Guelph (K687) - HMCS Halifax (K237) - HMCS Hawkesbury (K415) - HMCS Hepatica (K159) - HMCS Kamloops (K176) - HMCS Kamsack (K171) - HMCS Kenogami (K125) - HMCS Kitchener (K225) - HMCS La Malbaie (K273) - HMCS Lachute (K440) - HMCS Lethbridge (K160) - HMCS Levis (K115) - HMCS Lindsay (K338) - HMCS Long Branch (K487) - HMCS Louisbourg (K143) - HMCS Louisbourg (K401) - HMCS Lunenburg (K151) - HMCS Matapedia (K112) - HMCS Mayflower (K191) - HMCS Merrittonia (K688) | - HMCS Midland (K220) - HMCS Mimico (K485) - HMCS Moncton (K139) - HMCS Moose Jaw (K164) - HMCS Morden (K170) - HMCS Nanaimo (K101) - HMCS Napanee (K118) - HMCS New Westminster (K228) - HMCS Norsyd (K520) - HMCS North Bay (K339) - HMCS Oakville (K178) - HMCS Orillia (K119) - HMCS Owen Sound (K340) - HMCS Parry Sound (K341) - HMCS Peterborough (K342) - HMCS Pictou (K146) - HMCS Port Arthur (K233) - HMCS Prescott (K161) - HMCS Quesnel (K133) - HMCS Regina (K234) - HMCS Rimouski (K121) - HMCS Rivière du Loup (K357) - HMCS Rosthern (K169) - HMCS St-Lambert (K343) - NCSM Sackville (K181) - HMCS Saskatoon (K158) - HMCS Shawinigan (K136) - HMCS Shediac (K110) - HMCS Sherbrooke (K152) - HMCS Smiths Falls (K345) | - HMCS Snowberry (K166) - HMCS Sorel (K153) - HMCS Spikenard (K198) - HMCS Stellarton (K457) - HMCS Strathroy (K455) - HMCS Sudbury (K162) - HMCS Summerside (K141) - HMCS The Pas (K168) - HMCS Thorlock (K394) - HMCS Timmins (K223) - HMCS Trail (K174) - HMCS Trentonian (K368) - HMCS Trillium (K172) - HMCS Vancouver (K240) - NCSM Ville de Québec (K242) - HMCS Wetaskiwin (K175) - HMCS Weyburn (K173) - HMCS West York (K369) - HMCS Whitby (K346) - HMCS Windflower (K155) - HMCS Woodstock (K238) - HMS Buttercup (RNSB) - HMS Godetia (RNSB) - Aconit (FNFL) - Alysse (FNFL) |

TypeClasse Castle (corvette) :
- HMCS Arnprior (K494)
- HMCS Bowmanville (K493)
- HMCS Copper Cliff (K495)
- HMCS Hespeler (K489)
- HMCS Humberstone (K497)
- HMCS Huntsville (K499)
- HMCS Kincardine (K490)
- HMCS Leaside (K492)
- HMCS Orangeville (K491)
- HMCS Petrolia (K498)
- HMCS St. Thomas (K488)
- HMCS Tillsonburg (K496)

## Galerie

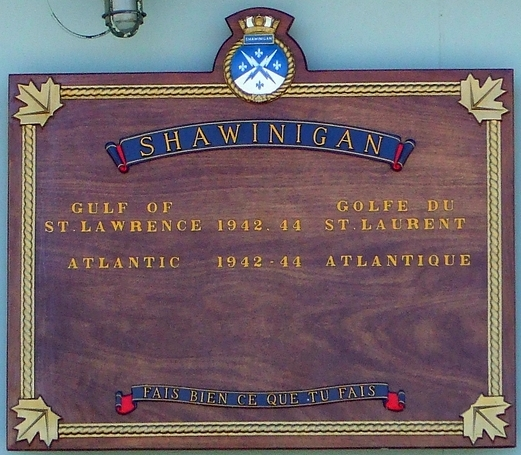
L'actuel navire de défense côtière NCSM Shawinigan, lancé en 1996, porte les honneurs de la corvette NCSM Shawinigan (K136)
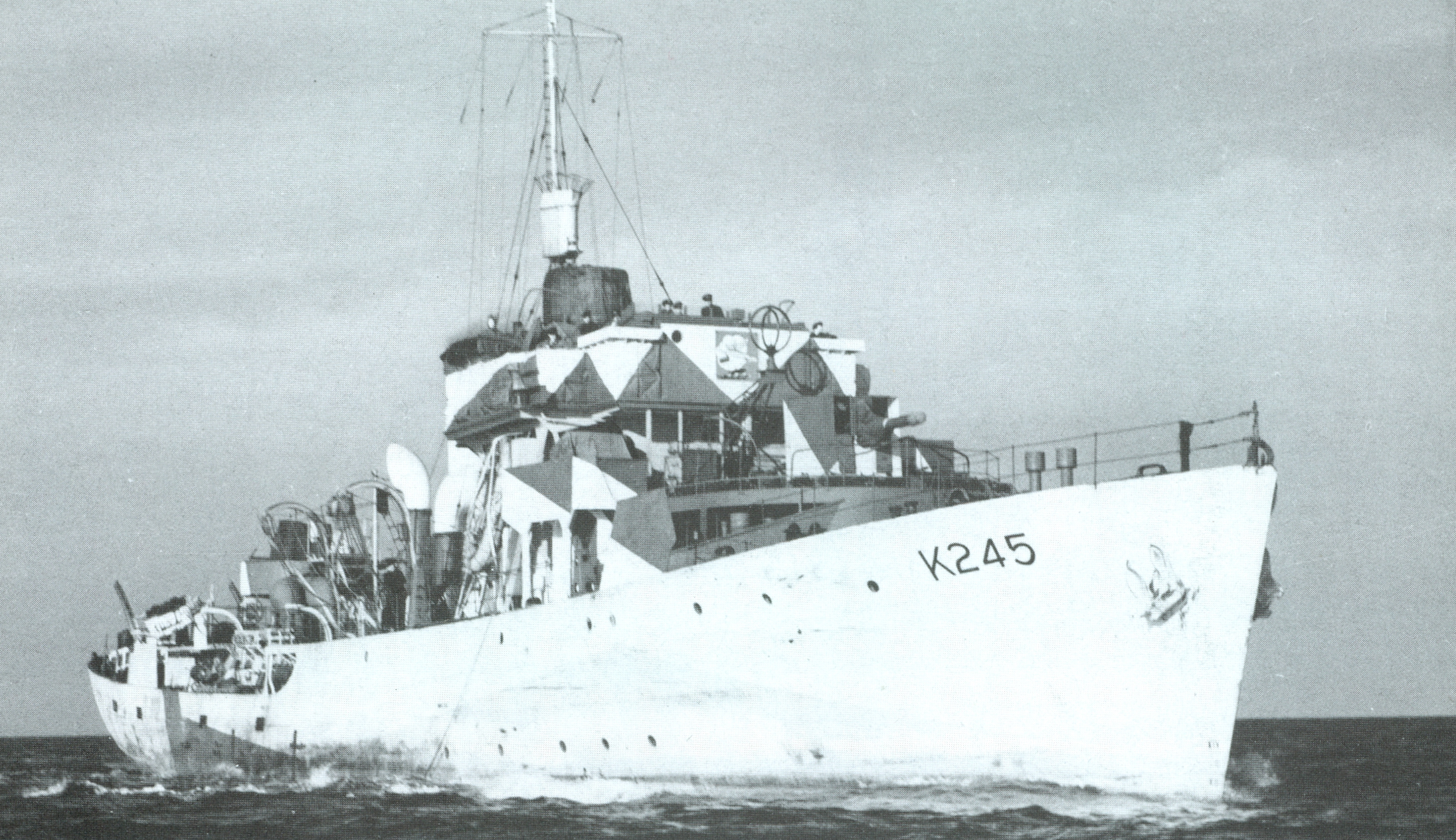
La corvette NCSM Fredericton (K245) en 1943
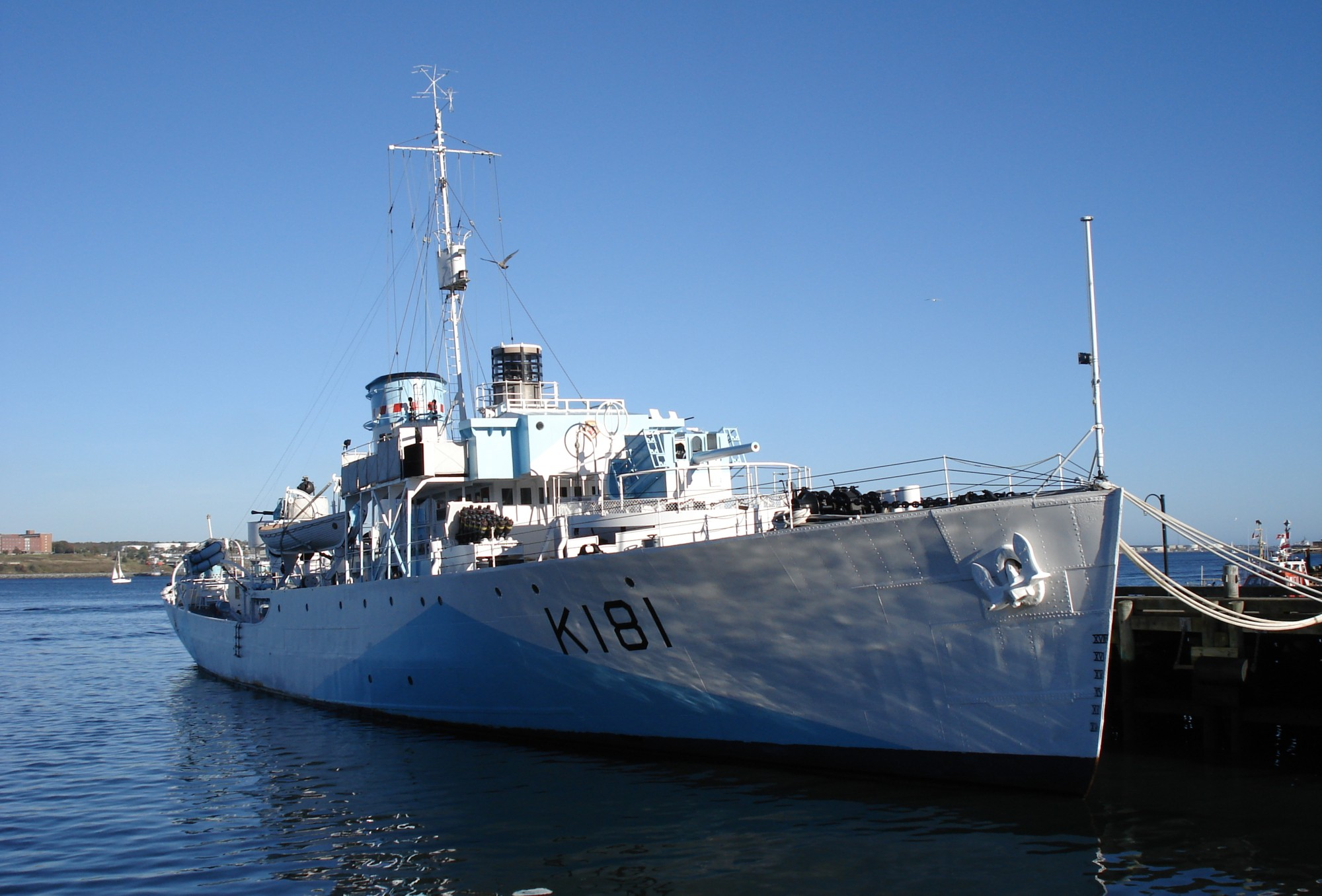
La corvette NCSM Sackville (K181) navire musée à Halifax
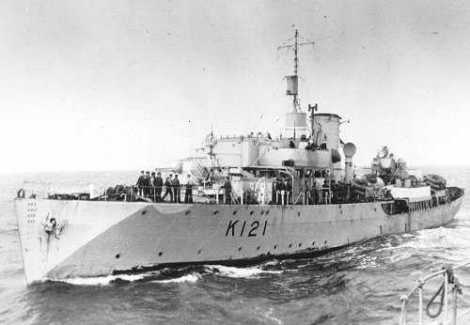
La corvette NCSM Rimouski (K121)
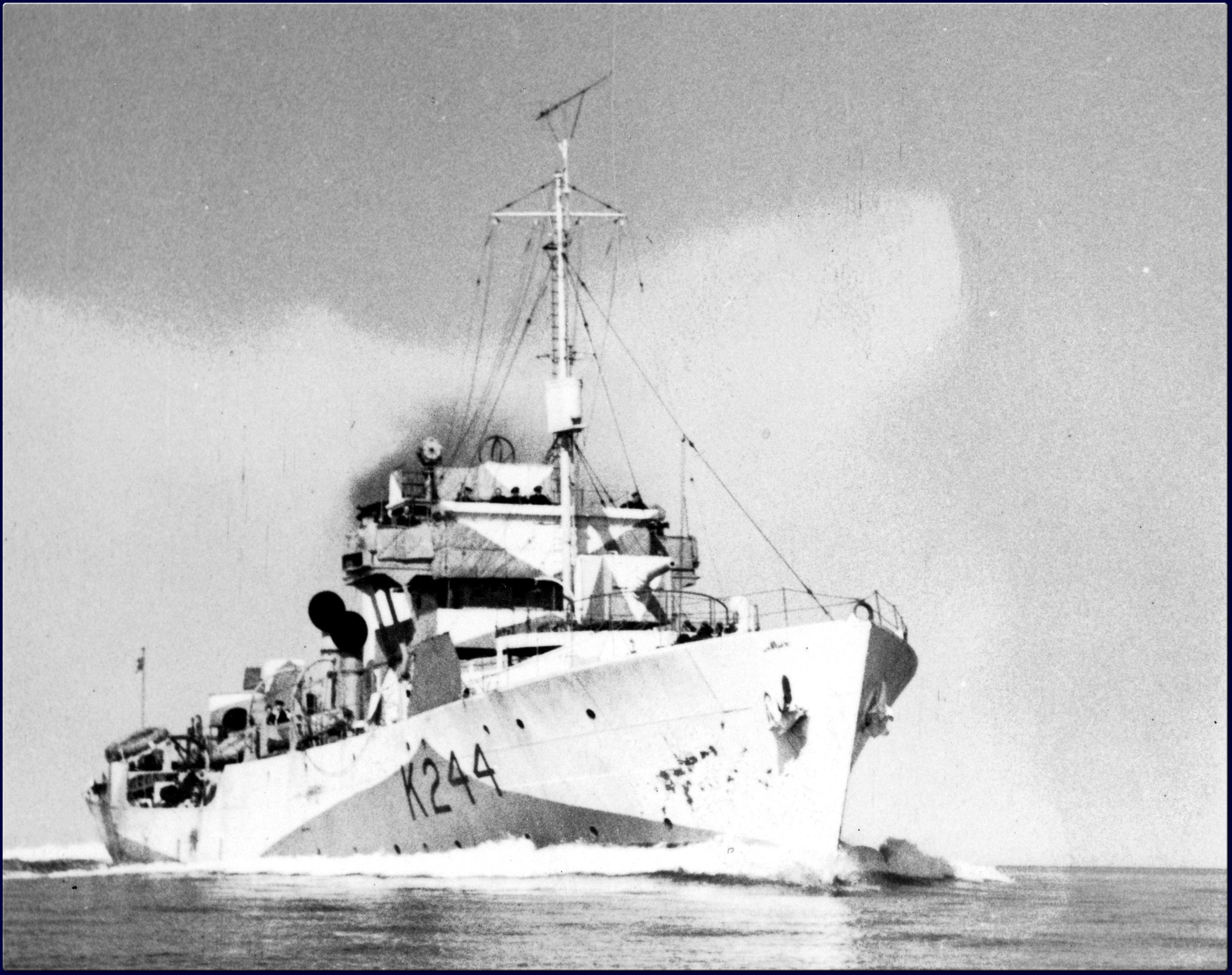
La corvette NCSM Charlottetown (K244) vers 1941-1942
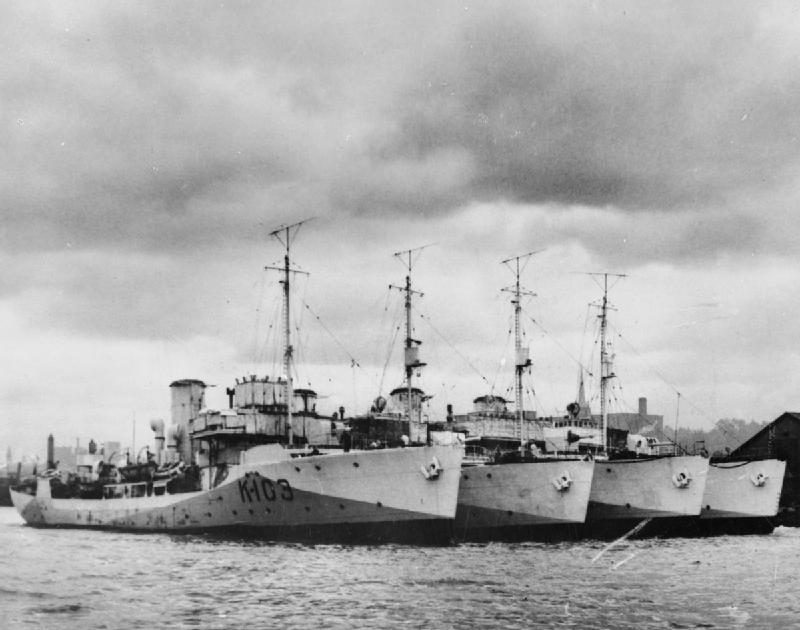
La corvette NCSM Alberni (K103) à quai en Angleterre avec 3 autres corvettes